# Elk Ridge
Elk Ridge è un comune degli Stati Uniti d'America, nella contea di Utah nello Stato dello Utah.